# Elisabet Gustafson
Karin Elisabet Gustafson (* 2. Mai 1964 in Umeå als Elisabet Johansson) ist eine schwedische Curlerin. 
Gustafson spielte als Skip 1992, 1993, 1995 bis 1997 und 2000 bei insgesamt sechs Curling-Europameisterschaften. Dabei gewann sie 1992, 1993, 1997 und 2000 die Goldmedaille, die Silbermedaille 1996 und 1995 die Bronzemedaille. 
Bei der Curling-Weltmeisterschaft spielte Gustafson von 1992 bis 1996 und von 1998 bis 2000 für das schwedische Team. Bis auf das Jahr 1996, in dem sie Ersatzspielerin war, spielte Gustafson als Skip bei den Turnieren. Die Goldmedaille gewann sie in den Jahren 1992, 1995, 1998 und 1999 und die Bronzemedaille 1993 und 1994. 
1998 nahm Gustafson an den Olympischen Winterspielen in Nagano teil. Die Mannschaft gewann die Bronzemedaille nach einem Ergebnis von 10:6 gegen Großbritannien im Spiel um Platz 3. Ebenfalls als Skip nahm Gustafson an den Olympischen Winterspielen 2002 in Salt Lake City teil. Hier belegte die Mannschaft den sechsten Platz.
Gustafson ist mit dem früheren Eisschnellläufer Tomas Gustafson verheiratet.